# Eric Poujade
Eric Poujade (Aix-en-Provence, 8 de agosto de 1972 – Marselha, 1 de julho de 2024) foi um ginasta francês que competiu em provas de ginástica artística.
Poujade foi detentor de uma medalha olímpica, conquistada na edição de Sydney, em 2000. Na ocasião, subiu ao pódio como vice-campeão do cavalo com alças, quando superado pelo romeno Marius Urzică.